# Раково (Вонґровецький повіт)
Раково (пол. Rakowo) — село в Польщі, у гміні Дамаславек Вонґровецького повіту Великопольського воєводства.
Населення — 319 осіб (2011).
У 1975-1998 роках село належало до Пільського воєводства.

## Демографія
Демографічна структура станом на 31 березня 2011 року:
|          | Загалом | Допрацездатний вік | Працездатний вік | Постпрацездатний вік |
| -------- | ------- | ------------------ | ---------------- | -------------------- |
| Чоловіки | 159     | 39                 | 109              | 11                   |
| Жінки    | 160     | 38                 | 90               | 32                   |
| Разом    | 319     | 77                 | 199              | 43                   |